# チリのための同盟

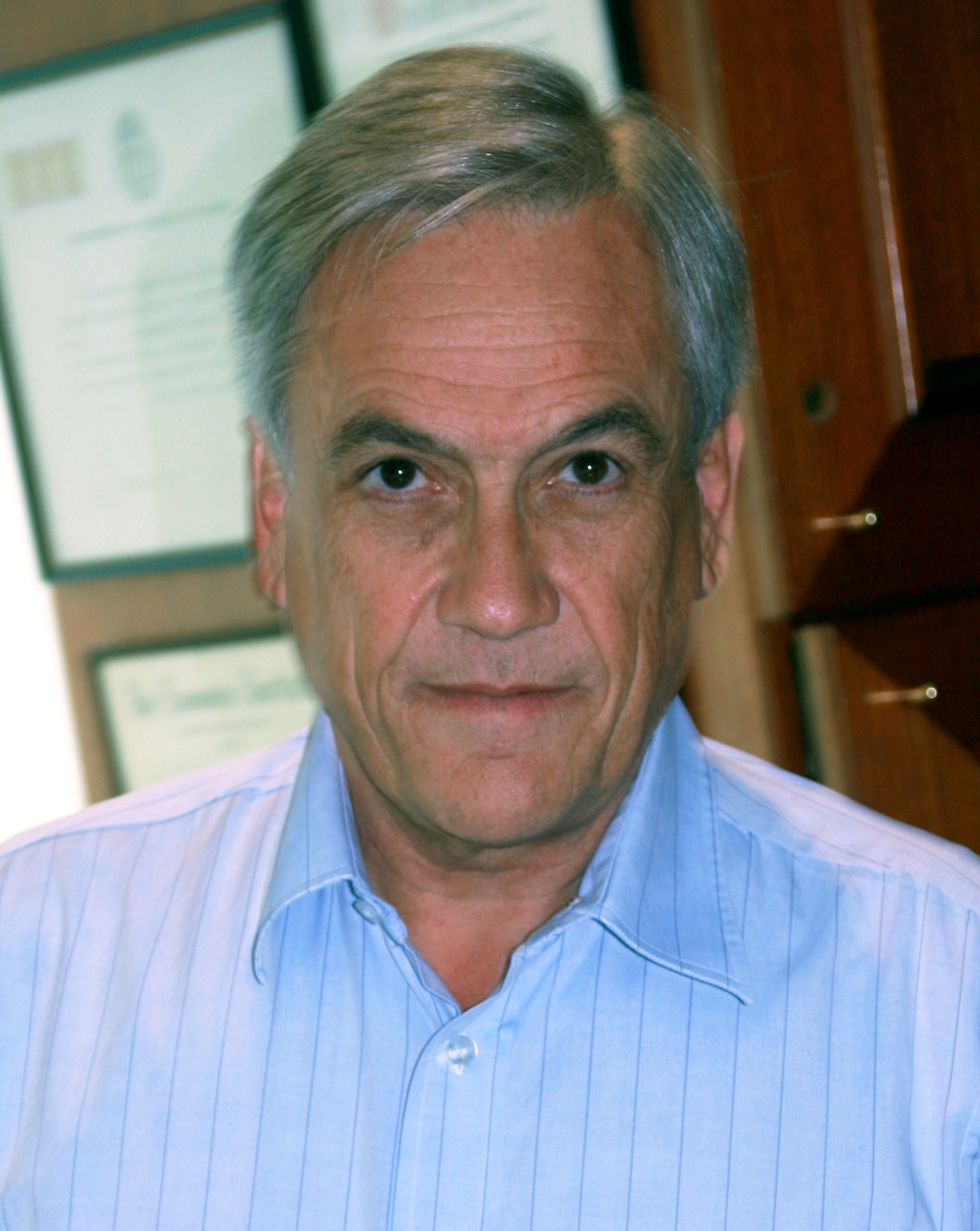
最後の代表を務めたセバスティアン・ピニェラ

チリのための同盟（ちりの ための どうめい、スペイン語：Alianza por Chile）は、チリにかつて存在した政党連合。1989年の大統領選挙直前に結成された「民主主義と進歩のための同盟」（Democracia y Desus）を前身とする、チリ共和国における右派～中道右派政党による政党連合である。2009年のチリ大統領選挙に際し、この連合にチリ第一党が加わり、新たな政党連合「変革のための同盟」（Coalición por el Cambio）を結成したことで発展的に解消した。

## 構成政党
同盟を構成したのは以下の政党である。
- 独立民主同盟（UDI、Union Democrata Indipendiente）－ピノチェト将軍派の政治組織
- 国民革新党（RN、Renovacion Nacinal）－1987年12月結成。ピノチェト将軍からは、やや距離を置いている。1960年代の保守政党「国民党」を源流としている。